# José María López Duque
José Maria López Duque (Madrid, 14 de juliol de 1965) és un exfutbolista madrileny, que jugava de defensa.

## Trajectòria
Va començar a destacar a les files del CD Logroñés, amb qui va debutar en primera divisió a la 89/90. Va romandre tres anys a la màxima categoria amb els riojans, en les quals va disputar 66 partits.
L'estiu de 1992 fitxa pel CP Mérida, de Segona Divisió. Seria titular amb els extremenys, i aconseguiria l'ascens a la Primera el 1995. La temporada 95/96, temporada de debut del Mérida a la categoria, el defensa va jugar 28 partits.
La temporada 96/97 recala al Rayo Vallecano. Eixa campanya els madrilenys estan en Primera, José María disputa 38 partits, però el club perd la categoria. El defensa acompanyaria la temporada següent al Rayo en Segona Divisió.
L'estiu de 1998 fitxa pel CD Leganés, on jugaria tres temporades, alternant la titularitat i la suplència. En total, José María ha sumat 314 partits entre Primera i Segona Divisió.